# Парк природе Папук
Парк природе Папук налази се у горским шумским пределима Папука, а парком природе је проглашен 23. априла 1999.
Године 2007. Папук је због вредног геолошког наслеђа постао делом европске и светске Асоцијације Геопаркова и први геопарк у Хрватској – Папук Геопарк.

## Опис
Главно обележје источног дела Хрватске — Славоније — су низинске равнице са великим култивираним подручјима. Равница је некад била дно Панонског мора. Из ње се издижу планине на готово хиљаду метара надморске висине.
Једна од тих планина је и Папук – најлепша планина у Славонији.

## Карактеристике
Парк природе обухвата подручје планине Папук и дела Крндије, површине 336 квадратних метара.
Највиши врхови су Папук, 953 метара, и Ивачка глава, 913 метара надморске висине.
Парк је смештен у Пожешко-славонској жупанији и Вировитичко-подравској жупанији. У окружењу налазе се градови Ораховица и Кутјево као и општине Велика, Каптол, Брестовац, Чачинци и Воћин.
Актом Закона о проглашењу Парка природе Папук (Н. Н. 45/99), 1999. године, проглашен је заштићеним подручјем.

## Биљни и животињски свет
Геоморфолошке, климатске и вегетационе карактеристике Парка природе Папук, представљају подобна природна станишта за бројне биљне и животињске врсте.
Шумска вегетација покрива више од 96% подручја. Доминантна врста дрвећа је буква. Овде живе готово сви представници средњоевропске фауне.
Пре 200 година ово је подручје било настањено медведима, вуковима и рисовима. Данас су густе шуме Папука станиште и уточиште јелена, срна, дивљих свиња, лисица и куна. Папук пружа и одлична станишта бројним врстама птица.
Понор Увираљка је важно зимовалиште за слепе мишеве. Готово 1300 врста биљака (више од четвртине целе Хрватске флоре) расте на Папуку. Најугроженије и заштићене врсте биљака расту на травњацима и другим нешумски подручјима.

## Посебна заштићена подручја
Унутар Парка природе Папук налазе се бројна подручја која имају већи степен заштићености него остали делови парка. Статус посебно заштићених подручја добили су због својих неуобичајених карактеристика које их манифестују као јединствене у подручју, регији, земљи или чак и шире.
- Јанковац — због изузетних природних лепота, Јанковац је 1955. године проглашен заштићеном Парком. На Јанковцу је изграђена „Грофова поучна стаза“ која пролази најлепшим деловима Парк шуме.
- Рупница — у близини места Воћин у северозападном делу Парка смештен је јединствени геолошки споменик природе Рупница. Рупница је још 1948. године проглашена првим геолошким спомеником природе у Хрватској.
- Секулиначка планина — око 150 година стара шума букве и јеле заштићена је 1966. године као посебни резерват шумске вегетације на површини од 8 хектара.
- Стари храстови — стари храстови су заштићени као споменик природе 2005. године. Висина стабала је око 33 метара, а стара су око 420 и 500 година.
- Станиште тисе — станиште тисе заштићено је као споменик природе 2005. године. на површини од 0,72 хектара. Некада је Папук био богат тисовим шумама.
- Плиш-Малишћак-Турјак-Лапјак — Специјални флористички резерват који је добио име по четири суседна брда на којима се налази.

## Културна баштина
На простору Парка природе Папук налази се велики број археолошких локалитета и споменика културно-историјске баштине који указују на континуитет насељавања овог простора још од времена млађег каменог доба (неолита).
Природно богатство основних сировина попут воде, дрвета и камена обезбеђивало је повољне животне услове, док је брдовито подручје пружало уточиште и храну.
Археолошки остаци из периода старијег железнога доба, прикупљени на светски познатом налазишту код Каптола, најважнији су елементи археолошке баштине унутар Парка природе Папук.
О важности папучког простора сведочи велики број средњовековних тврђава од којих већина потиче из 13. века, и стари градови, којих на Папуку има седам. У близини места Ораховице налази се најочуванији стари град – Ружица – вредан пример готске и ренесансне уметности у овом делу Хрватске.